# Ковпан, Валентина Ивановна
Валенти́на Ива́новна Ковпа́н (укр. Валентина Іванівна Ковпан; 28 февраля 1950, Петроостров, Кировоградская область — 12 мая 2006, Львов) — советская спортсменка, стрелок из лука, серебряный призёр летних Олимпийских игр 1976 года в личном первенстве, двукратная чемпионка мира (1973 и 1975) в командном первенстве, а также трёхкратная чемпионка Европы — в 1976 году в командном и в 1978 году в личном и командном первенствах. Четырёхкратная чемпионка СССР (1970, 1973, 1974, 1978).
Мастер спорта международного класса (1970), Заслуженный мастер спорта СССР (1976).

## Биография
Родилась 28 февраля 1950 года в селе Петроостров Кировоградской области Украинской ССР.
Воспитанница Михаила Хускивадзе и В. Маркович. Член сборной команды СССР в 1970—1981 годах. Выступала за команды спортивных обществ «Буревестник» (1969—1973) и Вооружённых сил СССР (1973—1989).
После завершения спортивной карьеры, с 1989 года, работала стоматологом. Проживала во Львове. В 2003 году была удостоена государственной стипендии Президента Украины.
12 мая 2006 года пропала без вести по дороге с работы домой.

## Спортивные достижения
- Серебро на Олимпийских играх 1976 года в Монреале в личном первенстве (установила три олимпийских рекорда на разных дистанциях).
- Золото (командное первенство) и серебро (личное первенство) на Чемпионате мира 1973 года[4].
- Золото (командное первенство) и серебро (личное первенство) на Чемпионате мира 1975 года[5].
- Золото (командное первенство) и серебро (личное первенство) на Чемпионате Европы 1976 года.
- Две золотых медали (командное и личное первенство) на Чемпионате Европы 1978 года.
- Победительница 6-й Спартакиады народов СССР в личном и командном зачётах (1975 год).
- Чемпионка СССР 1970 года в командном первенстве.
- Чемпионка СССР 1973 года в личном первенстве.
- Чемпионка СССР 1974 года в командном первенстве.
- Чемпионка СССР 1978 года в личном первенстве.